# Chang Jiang (biflod i Kina)
Chang Jiang är ett vattendrag i sydöstra Kina. Det mynnar i Poyangsjön i provinsen Jiangxi, omkring 86 kilometer nordost om provinshuvudstaden Nanchang. Den ingår därmed i Yangtzes avrinningsområde.